# Moÿ-de-l’Aisne
Moÿ-de-l’Aisne – miejscowość i gmina we Francji, w regionie Hauts-de-France, w departamencie Aisne.
Według danych na styczeń 2014 roku gminę zamieszkiwało 1007 osób, a gęstość zaludnienia wynosiła 160,4 osób/km².